# 다모클레스군
다모클레스군(Damocloid)은 5335 다모클레스처럼 핼리 혜성형의 궤도를 지녔으나 꼬리나 코마가 없는 천체이다.

## 같이 보기
- 사혜성